# 世界車いすBカーリング選手権
世界車いすBカーリング選手権（英語: World Wheelchair-B Curling Championship、略語: WWhBCC）は、世界カーリング連盟が主催する世界車いすカーリング選手権の予選大会。この大会の上位 (2015年と2016年は2か国、2018年以降は3カ国) は、世界車いすカーリング選手権に出場する権利を得る。

## 開催地およびメダリスト
各大会の開催地およびメダリストは次の通り。
| 開催年    | 開催地                | 金             | 銀             | 銅           |
| --------- | --------------------- | -------------- | -------------- | ------------ |
| 2015 詳細 | フィンランド (ロホヤ) | ノルウェー     | 韓国           | スウェーデン |
| 2016 詳細 | フィンランド (ロホヤ) | フィンランド   | スコットランド | スロバキア   |
| 2018 詳細 | フィンランド (ロホヤ) | エストニア     | スロバキア     | ラトビア     |
| 2019 詳細 | フィンランド (ロホヤ) | カナダ         | スウェーデン   | チェコ       |
| 2021 詳細 | フィンランド (ロホヤ) | アメリカ合衆国 | スイス         | イタリア     |
| 2022 詳細 | フィンランド (ロホヤ) | チェコ         | デンマーク     | ドイツ       |
| 2023 詳細 | フィンランド (ロホヤ) | スロバキア     | エストニア     | イタリア     |
| 2024 詳細 | フィンランド (ロホヤ) | アメリカ合衆国 | 日本           | イングランド |